# Ichneumon kuroishiensis
Ichneumon kuroishiensis là một loài tò vò trong họ Ichneumonidae.